# 2934 Aristophanes
2934 Aristophanes eller 4006 P-L är en asteroid i huvudbältet som upptäcktes den 25 september 1960 av den nederländsk-amerikanske astronomen Tom Gehrels och det nederländska astronomparet Ingrid van Houten-Groeneveld och Cornelis Johannes van Houten vid Palomarobservatoriet. Den är uppkallad efter Aristofanes.
Asteroiden har en diameter på ungefär 21 kilometer och den tillhör asteroidgruppen Veritas.